# Киркстальское аббатство
Киркстольское аббатство (англ. Kirkstall Abbey) — руины средневекового цистерцианского монастыря в Лидсе, Уэст-Йоркшир, Великобритания. Аббатство основано в 1152 году, а своё существование прекратило в 1539 году. Сегодня монастырь находится на территории общественного парка на северном берегу реки Эйр.

## История
В эпоху Плантагенетов монастырь являлся одним из важнейших центров средневековой книжности и теологии, известным, в частности, своими «Длинной» и «Краткой» хрониками (вторая пол. XIV в.), являющимися ценными источниками по истории правления Эдуарда III и Ричарда II, а также Столетней войны. 
Как и многие монастыри, он был закрыт при короле Генрихе VIII 22 ноября 1539 года. В 1671 году аббатство было передано в руки семьи Брюднелл, графов Кардиганов (англ. Brudenell family, Earls of Cardigan). В течение последующих столетий местные жители использовали камни из стен аббатства в качестве строительного материала, в частности, из них изготовлены ступени, ведущие к Лидскому мосту.
В течение всего XVIII века живописные руины привлекали внимание художников романтизма и были запечатлены в рисунках и полотнах Дж. М. Тёрнера, Джона Села Котмана и Томаса Гёртина. В 1889 году аббатство купил полковник Джон Томас Норт и подарил городскому Совету Лидса. Совет организовал глобальную реставрацию аббатства, и в 1895 году оно было открыто для посещения.
Сегодня Киркстольское аббатство пользуется большой популярностью у туристов. В надвратном помещении разместился Музей аббатства. Ежегодно здесь проходит Лидский Шекспировский фестиваль и другие мероприятия.

## Архитектура
Английские цистерцианские монастыри, руины которых сохранились в Фаунтинсе, Риволксе, Киркстолле, Тинтерне и Нетли, в основном следовали единому плану, незначительными местными вариациями. Ярким примером служит план наиболее сохранившегося Киркстолльского аббатства.
Трехнефная церковь монастыря следует традиционному цистерцианскому плану с короткими трансептами, алтарной частью с характерным неглубоким, квадратным в плане заалтарным пространством, обрамленным с каждой стороны тремя капеллами, разделенными между собой сплошными стенами. Архитектура здания проста, окна лишены украшений, главный неф не имеет трифориев. Клуатр, или монастырский двор, расположенный с южной стороны, простирается на всю длину нефа.
С восточной стороны расположено двухнефное здание капитула, между ним и южным трансептом находится небольшая ризница и два крошечных помещения, возможно, монастырская приемная. За ней следует отапливаемая комната, используемая наподобие общей гостиной, где днем собирались монахи. Над этими разнообразными строениями мы видим дормиторий, или спальное помещение монахов, из которого по ступеням можно было попасть в южный трансепт церкви. К югу от клуатра сохранились руины старинного рефектория, или монастырской трапезной, ориентированного, как в бенедиктинских монастырях, с востока на запад. Новый рефекторий, который был построен в связи с увеличением количества монахов, ориентирован, как обычно в цистерцианских монастырях, с севера на юг.
К нему примыкают руины кухни и двух кладовых, в одной хранили провизию, в другой — напитки. Арки уборной хорошо видны близ входа в трапезную. К западной стороне клуатра примыкают сводчатые подвалы, на которые опирается верхний ярус дормитория, предназначенного для конверзов, или светских братьев.

## Галерея

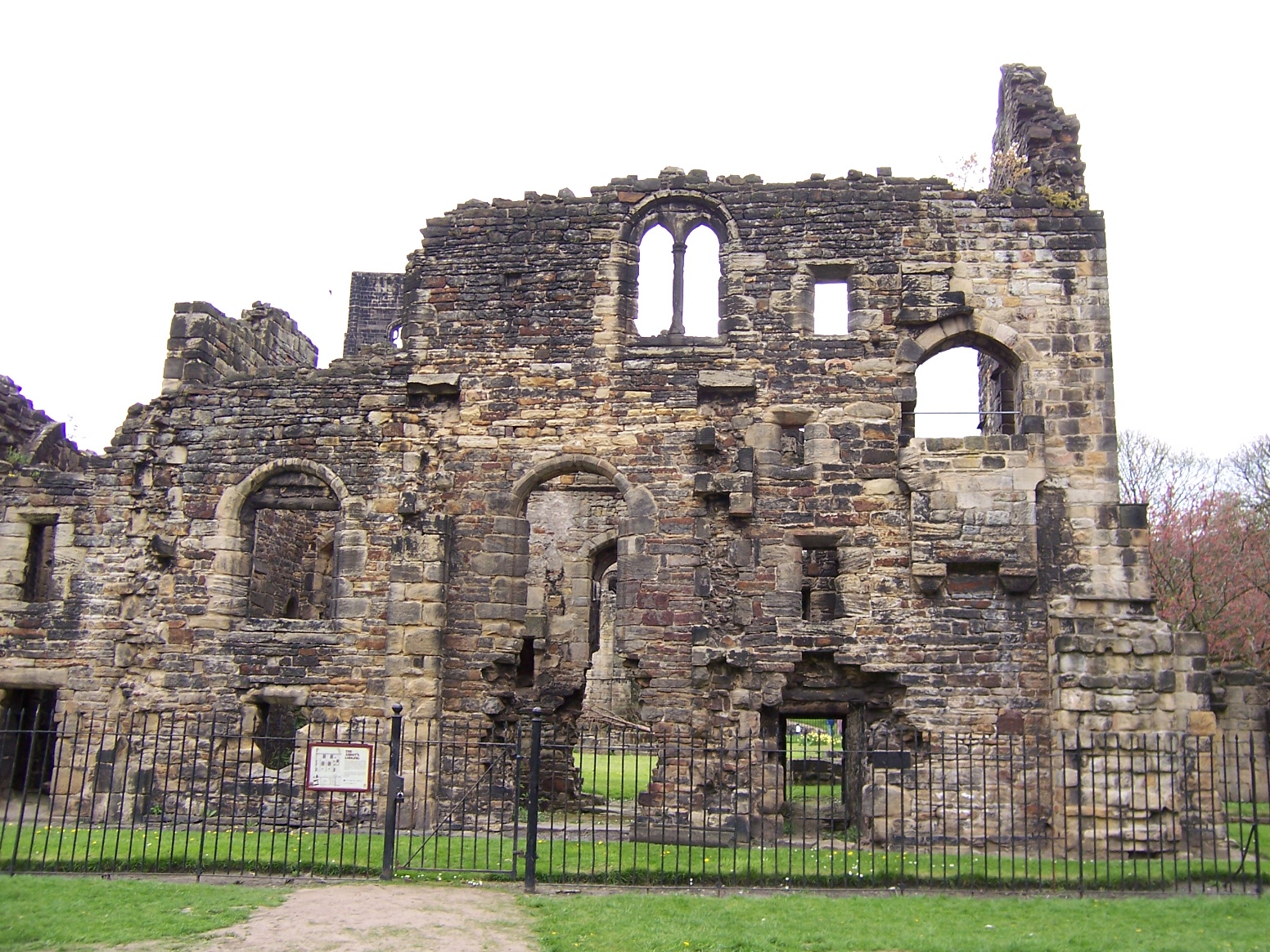
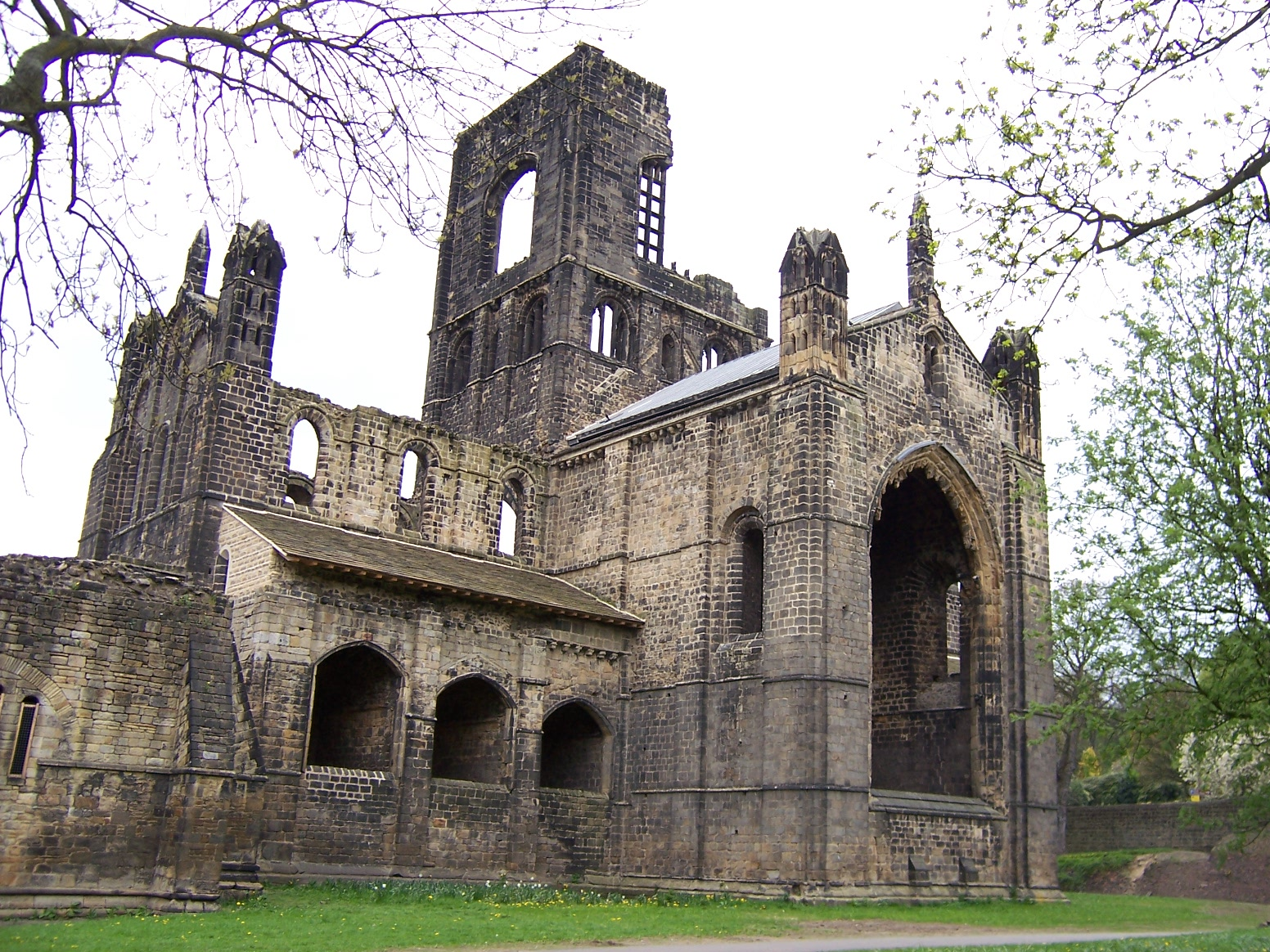
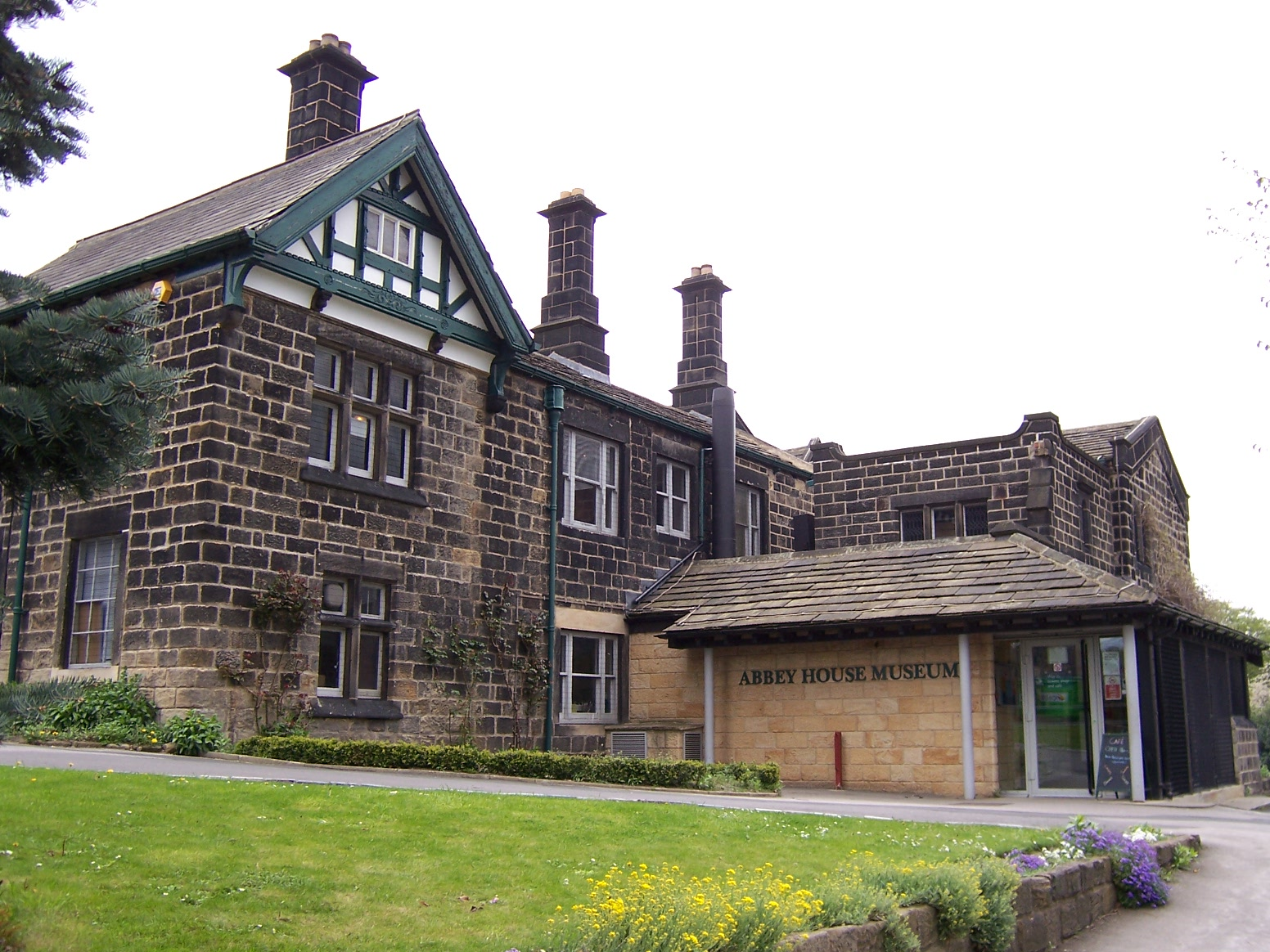
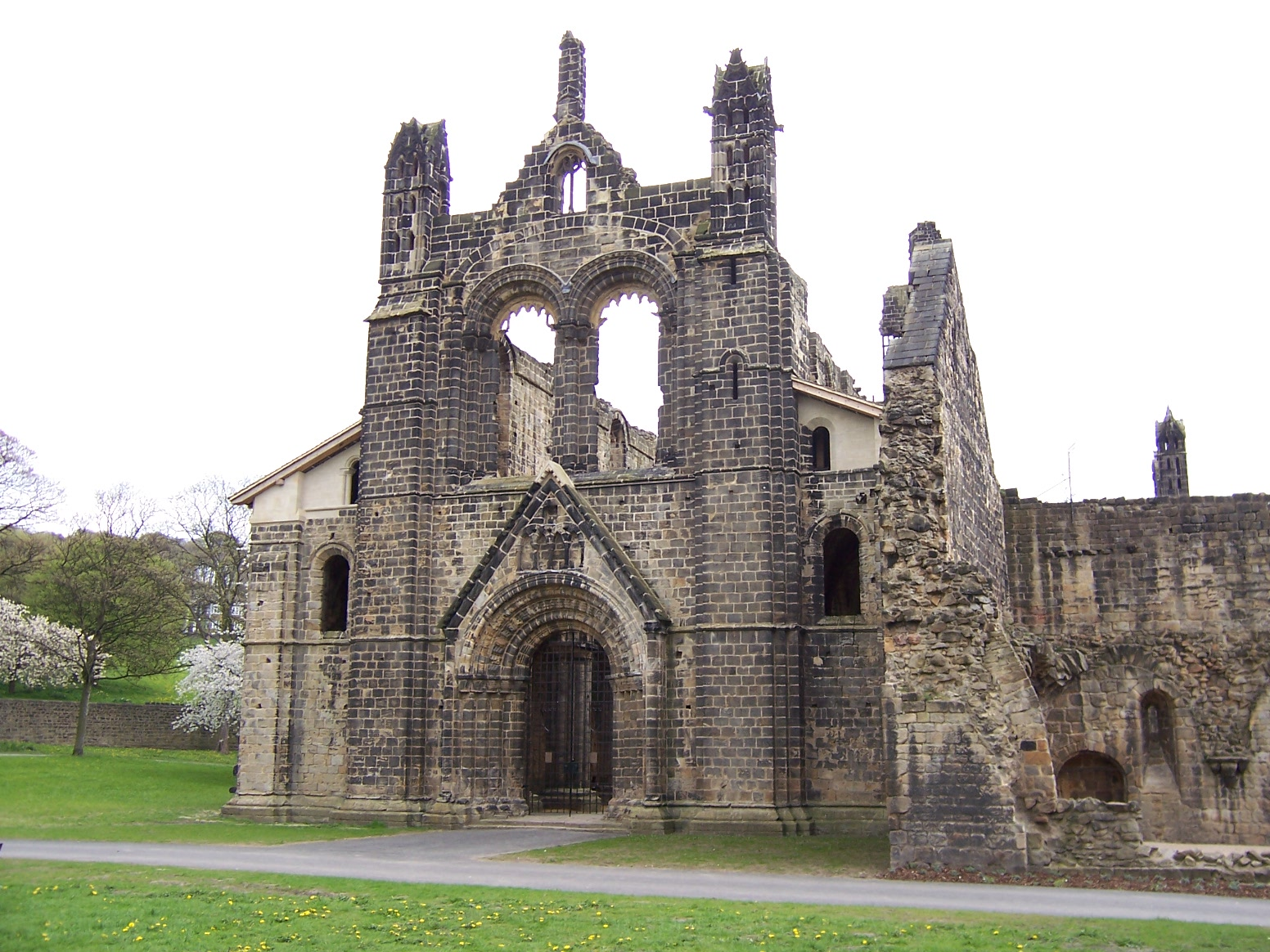